# Осладић
Осладић је насељено место града Ваљева у Колубарском округу. Према попису из 2022. било је 355 становника.

## Историја
Први помен села је забележен у турском попису за хиџретску 937. годину (1530), као село Осладик у Ваљевској нахији (Osladik karye, Valyeva nāhiye)

## Демографија
У насељу Осладић живи 528 пунолетних становника, а просечна старост становништва износи 51,5 година (49,7 код мушкараца и 53,3 код жена). У насељу има 227 домаћинстава, а просечан број чланова по домаћинству је 2,61.
Ово насеље је великим делом насељено Србима (према попису из 2002. године), а у последња три пописа, примећен је пад у броју становника.
|  |

| Демографија | Демографија | Демографија |
| Година      | Становника  | Становника  |
| ----------- | ----------- | ----------- |
| 1948.       | 1.401       |             |
| 1953.       | 1.425       |             |
| 1961.       | 1.272       |             |
| 1971.       | 1.091       |             |
| 1981.       | 922         |             |
| 1991.       | 727         | 719         |
| 2002.       | 592         | 593         |

| Етнички састав према попису из 2002.‍ | Етнички састав према попису из 2002.‍ | Етнички састав према попису из 2002.‍ | Етнички састав према попису из 2002.‍ | Етнички састав према попису из 2002.‍ |
| ------------------------------------ | ------------------------------------ | ------------------------------------ | ------------------------------------ | ------------------------------------ |
|                                      |                                      |                                      |                                      |                                      |
| Срби                                 | Срби                                 |                                      | 565                                  | 95,43%                               |
| Хрвати                               | Хрвати                               |                                      | 1                                    | 0,16%                                |
| Мађари                               | Мађари                               |                                      | 1                                    | 0,16%                                |
| непознато                            | непознато                            |                                      | 13                                   | 2,19%                                |

| Година пописа     | 1948. | 1953. | 1961. | 1971. | 1981. | 1991. | 2002. |
| ----------------- | ----- | ----- | ----- | ----- | ----- | ----- | ----- |
| Број домаћинстава | 234   | 243   | 246   | 256   | 252   | 241   | 227   |

| Број чланова      | 1  | 2  | 3  | 4  | 5  | 6  | 7 | 8 | 9 | 10 и више | Просек |
| ----------------- | -- | -- | -- | -- | -- | -- | - | - | - | --------- | ------ |
| Број домаћинстава | 60 | 82 | 32 | 18 | 18 | 11 | 4 | 2 | 0 | 0         | 2,61   |

| Пол    | Укупно | Неожењен/Неудата | Ожењен/Удата | Удовац/Удовица | Разведен/Разведена | Непознато |
| ------ | ------ | ---------------- | ------------ | -------------- | ------------------ | --------- |
| Мушки  | 267    | 58               | 177          | 25             | 4                  | 3         |
| Женски | 272    | 18               | 176          | 73             | 5                  | 0         |
| УКУПНО | 539    | 76               | 353          | 98             | 9                  | 3         |

| Пол    | Укупно                    | Пољопривреда, лов и шумарство | Рибарство                            | Вађење руде и камена | Прерађивачка индустрија       |
| ------ | ------------------------- | ----------------------------- | ------------------------------------ | -------------------- | ----------------------------- |
| Мушки  | 193                       | 162                           | 0                                    | 0                    | 15                            |
| Женски | 137                       | 128                           | 0                                    | 0                    | 2                             |
| УКУПНО | 330                       | 290                           | 0                                    | 0                    | 17                            |
| Пол    | Производња и снабдевање   | Грађевинарство                | Трговина                             | Хотели и ресторани   | Саобраћај, складиштење и везе |
| Мушки  | 0                         | 2                             | 0                                    | 1                    | 6                             |
| Женски | 0                         | 0                             | 1                                    | 1                    | 0                             |
| УКУПНО | 0                         | 2                             | 1                                    | 2                    | 6                             |
| Пол    | Финансијско посредовање   | Некретнине                    | Државна управа и одбрана             | Образовање           | Здравствени и социјални рад   |
| Мушки  | 0                         | 2                             | 3                                    | 1                    | 0                             |
| Женски | 0                         | 2                             | 0                                    | 1                    | 0                             |
| УКУПНО | 0                         | 4                             | 3                                    | 2                    | 0                             |
| Пол    | Остале услужне активности | Приватна домаћинства          | Екстериторијалне организације и тела | Непознато            | Непознато                     |
| Мушки  | 1                         | 0                             | 0                                    | 0                    | 0                             |
| Женски | 0                         | 0                             | 0                                    | 2                    | 2                             |
| УКУПНО | 1                         | 0                             | 0                                    | 2                    | 2                             |

## Галерија
- Осладић - панорама
- Осладић - панорама
- Осладић - панорама
- Осладић - панорама
- Осладић - панорама
- Осладић - панорама
- Осладић - панорама